# Kuorevesi
Kuorevesi est une ancienne municipalité de Pirkanmaa en Finlande.

## Histoire
Début 2001, Kuorevesi a rejoint la municipalité de Jämsä, en Finlande centrale. Formellement, Jämsä et Kuorevesi ont ainsi formé la nouvelle ville de Jämsä,..
Au 1er janvier 2000, la superficie de Koskenpää était de 334,2 km2.
Et au 31 décembre 2000 elle comptait 2 750 habitants.